# DVONN
DVONN è un gioco da tavolo di tipologia astratta ideato da Kris Burm, il gioco è il quarto uscito nel più ampio Progetto GIPF, preceduto da ZÈRTZ e seguito da YINSH.

## Descrizione
I giocatori hanno a disposizione 23 pedine del proprio colore (bianco o nero), inoltre nel gioco sono contenute tre pedine DVONN di colore rosso, due vengono date al primo giocatore di turno una al secondo.
I giocatori sono obbligati a posizionare per prime le tre pedine DVONN e poi possono piazzare le proprie 23 pedine una alla volta in modo da riempire tutti gli spazi della scacchiera.
A turno ogni giocatore può muovere una propria pedina in uno spazio adiacente a quello di provenienza. La pedina deve essere mossa in uno spazio già occupato da almeno un'altra pedina (non importa di che giocatore sia) in modo da iniziare la creazione di una colonna, queste colonne possono ovviamente contenere anche le pedine rosse DVONN, queste pedine speciali infatti inizialmente non possono essere mosse dai giocatori ma non appena entrate in una colonna possono essere spostate insieme alle altre della colonna seguendo le normali regole.
Una colonna può essere mossa solo dal giocatore che possiede il colore della pedina in cima alla colonna e deve essere mossa di un numero di spazi pari al numero di pedine che la compongono, quindi una colonna composta da 3 pedine deve muoversi di 3 spazi.
Tutte le pedine o le colonne devono essere sempre collegate ad una pedina DVONN, per collegate si intende che nelle posizioni immediatamente vicine vi sia una pedina rossa DVONN, sono consentiti anche collegamenti indiretti ovvero una pedina che è collegata ad una pedina che è collegata ad una pedina (per un numero indeterminato di volte) che è collegata con una DVONN. Pertanto se eseguendo una mossa si ottiene che alcune pedine o colonne sono isolate, ovvero non collegate direttamente o indirettamente alle DVONN queste vengono rimosse dal gioco. Se a rimanere isolata è la DVONN o la colonna contenente una DVONN questa resta comunque in gioco e vale nel calcolo del punteggio finale.
Il gioco finisce quando non è più possibile effettuare ulteriori movimenti. In quel momento ogni giocatore conta le pedine singole e le pedine che compongono le colonne di cui ha il controllo (ovvero la pedina in cima è del suo colore), alla fine chi ha più pedine è il vincitore.